# Max Horner
Max Horner (* 23. Mai 1881 in Zwickau in Böhmen; † 1943) war ein sudetendeutscher Philologe und Schriftsteller.

## Leben und Wirken
Er war der Sohn des kaiserlichen Rates und praktizierenden Arztes Joseph Horner. Er besuchte die Schule in Mariaschein und die Gymnasien in Böhmisch-Leipa, Budweis und bis 1900 Leitmeritz. Danach betrieb er juristische Studien an der Karls-Universität in Prag und Graz und wurde dann Lehrer für Deutsch, Englisch und Französisch. 
Ab 1900 war Horner literarisch tätig. Er wurde Mitarbeiter mehrerer Zeitungen und Zeitschriften des Deutschen Reichs und Österreichs auf feuilletonistischem Gebiete (Novellen, Skizzen, Erzählungen).
1930 war er Chefredakteur des Nordböhmischen Tageblattes.

## Werke (Auswahl)
- Unter der Notflagge (Roman), Fuchs Schwertner (Trauerspiel), Die Namensvettern (Schwank), Im Banne der Liebe (Trauerspiel)
- Geschichten unterm Strich . Eine Sammlung ernster und heiterer Erzählungen. I. Band. Leipzig 1907; II. Band. Leipzig 1908.
- Meine letzte Reise. In: Aussig-Karbitzer Volkszeitung. 1908.